# سیارک ۷۵۸۲۳
سیارک ۷۵۸۲۳ (به انگلیسی: 75823 Csokonai، نامگذاری:2000BJ15) هفتاد و پنج هزار و هشتصد و بیست و سومین سیارک کشف شده‌است که در ۲۸ ژانویه ۲۰۰۰ کشف شد.